# Lhotka, Beroun
Lhotka là một làng thuộc huyện Beroun, vùng Středočeský, Cộng hòa Séc.